# Diastatomma bicolor
Diastatomma bicolor é uma espécie de libelinha da família Gomphidae.
Pode ser encontrada nos seguintes países: Angola, Camarões, República Democrática do Congo, Guiné Equatorial, Guiné, Togo, Uganda e Zâmbia.
Os seus habitats naturais são: florestas subtropicais ou tropicais húmidas de baixa altitude e rios.